# Капхён
Капхён (кор. 가평군?, 加平郡?, Gapyeong-gun) — уезд в провинции Кёнгидо, Южная Корея.

## История
Человеческие поселения в уезде существовали со времён раннего каменного века. В эпоху Трёх государств территория современного Капхёна входила в уезд Кынпхён (Кынпхёнгун) в составе государства Когурё. Позже уезд вошёл в состав государства Объединённое Силла. В 757 году уезд получил своё современное название. В эпоху династии Корё, в 1018 году уезд вошёл в состав города Чхунчхон. В эпоху династии Чосон, в 1697 году административный статус Капхёна был понижен до хёна, однако уже в 1707 году Капхёну был возвращён статус уезда (кун). В 1895 году уезд был включён в состав соседнего уезда Пхочхон, однако уже чере год, в 1896 году, после административной реформы, район стал опять называться уездом Капхён.

## География
Расположен в северо-восточной части провинции Кёнгидо. Граничит с Хвачхоном, Чхунчхоном и Хончхоном, расположенных в провинции Канвондо, а также с Пхочхоном, Намъянджу и Янпхёном, расположенными в провинции Кёнгидо. Местность преимущественно горная. На севере уезда расположена гора Хвааксан с несколькими высокими пиками. С горы стекает несколько ручьёв, впадающих в крупную реку Пукханган. На юге естественной границей уезда является невысокая горная цепь, включающая горы Чунмисан, Хваясан и Чоннаксан. Эта горная цепь продолжается на запад горами Йонмунсан и Чугымсан. Климат уезда муссонный, более прохладный, чем на остальной территории Корейского полуострова. Среднегодовая температура 11,2 °C.

## Туризм и достопримечательности
- Буддийский Хёндынса эпохи ранней династии Чосон. На территории храма располагается несколько предметов, входящих в список материального наследия Кореи, среди них трёхэтажная пагода и главный бронзовый колокол храма.[3]
- Мемориальный комплекс в память о Корейской войне. Комплекс был воздвигнут в 1977 году в память о жертвах Корейской войны. Ежегодно здесь проходят памятные мероприятия. Главный монумент представляет собой стелу на постаменте.[4]
- Международный джазовый фестиваль. Проводится ежегодно осенью. В рамках фестиваля выступления джазовый коллективов проводятся на трёх сценах. Посещаемость фестиваля — более 100 тысяч человек ежегодно.[5]
- Капхёнский дендрарий — был открыт в 1996 году. Дендрарий разделён на 10 зон, всего в нём произрастает более тысячи образцов растений.[6]
- Фестиваль королевской азалии, проводится в мае каждого года. В программе фестиваля цветочная ярмарка, выступления эстрадных коллективов.[7]

## Административное деление
Капхён административно делится на 1 ып и 5 мёнов:
| Название    | Хангыль | Площадь, км² | Население, чел | Внутреннее деление |
| ----------- | ------- | ------------ | -------------- | ------------------ |
| Капхёнып    | 가평읍  | 145,03       | 18 841         | 14 ри              |
| Пукмён      | 북면    | 230,95       | 3 483          | 8 ри               |
| Санмён      | 상면    | 100,65       | 4 942          | 9 ри               |
| Соракмён    | 설악면  | 141,51       | 6 857          | 15 ри              |
| Хамён       | 하면    | 113,05       | 9 297          | 7 ри               |
| Чхонпхёнмён | 청평면  | 230,95       | 3 483          | 7 ри               |

## Символы
Как и остальные города и уезды Южной Кореи, Капхён имеет ряд символов:
- Птица: фазан — символизирует способность никогда не падать духом.
- Дерево: сосна — символизирует открытость и дружелюбие.
- Цветок: форзиция — символизирует прогресс и развитие.
- Маскот: весёлая семечка. Представляет собой наполовину очищенный сосновый орех, символизирующий девственную природу уезда.